# La esposa solitaria
Charulata (bengalí: চারুলতা, romanizado:  Cārulatā, traducción: La esposa solitaria) es una película de drama india de 1964 escrita y dirigida por Satyajit Ray. Basada en la novela Nastanirh de Rabindranath Tagore. Strellada por Soumitra Chatterjee, Madhabi Mukherjee y Sailen Mukherjee. La película es considerada una de las mejores obras de Ray. La película trata de la solitaria esposa del editor de un periódico que se enamora de su primo visitante, quien comparte su amor por la literatura.
Tanto la primera como la última escena son aclamadas por la crítica. La primera escena, casi sin diálogo, muestra la soledad de Charu y cómo mira el mundo exterior a través de binoculares. En la última escena, cuando Charu y su marido están a punto de acercarse y tomarse de la mano, la pantalla se congela. Esto se ha descrito como un hermoso uso de fotogramas congelados en el cine.

## Trama
Charulata se basa en la historia "Nastanirh (El Nido Roto)" de Rabindranath Tagore, ambientada en Calcuta en 1879. El Renacimiento Bengalí está en su apogeo y la India está bajo dominio británico. La película gira en torno a Charulata (Madhabi Mukherjee), la inteligente y bella esposa de Bhupati (Sailen Mukherjee). Edita y publica un periódico político. Bhupati es un intelectual bengalí de clase alta con un gran interés en la política y el movimiento por la libertad.
A Charu le interesan las artes, la literatura y la poesía. Aunque Bhupati ama a su esposa, no tiene tiempo para ella. Tiene poco que hacer en la casa dirigida por una flota de sirvientes. Sintiendo su aburrimiento, Bhupati invita al hermano mayor de Charu, Umapada, y a su esposa Manda a vivir con ellos. Umapada ayuda en el funcionamiento de la revista y la imprenta. Manda, con sus maneras tontas y toscas, no es compañía para la sensible e inteligente Charulata.
Amal (Soumitra Chatterjee), la prima menor de Bhupati, viene de visita. Bhupati le pide que fomente los intereses culturales de Charu. Amal es joven y guapo, y pertenece al mismo grupo de edad que Charu. Tiene ambiciones literarias y comparte sus intereses por la poesía. Él le brinda la compañía y la atención intelectual que tanto necesita. Se desarrolla una amistad íntima y burlona entre Charulata y Amal. Hay un atisbo de rivalidad cuando ella publica un cuento por su cuenta sin su conocimiento, tras la publicación de un poema que ella le había prohibido publicar. Se da cuenta de que Charulata está enamorada de él, pero se muestra reacio a corresponder debido a la culpa que implica.
Mientras tanto, el hermano y la cuñada de Charu estafan a Bhupati con su dinero y huyen. Destruye el periódico y la prensa de Bhupati. El episodio destroza a Bhupati, quien admite su dolor ante Amal. Le dice a Amal que ahora Amal es la única en quien puede confiar.
Amal se siente abrumada por la culpa de haber traicionado a su prima. También se siente incómodo con el intelecto superior de Charu que ha ayudado a cultivar. Se va sin previo aviso, deja una carta para Bhupati y le prohíbe a Charu que deje de escribir.
Charu tiene el corazón roto pero oculta su decepción. Bhupati entra accidentalmente a su habitación y la encuentra llorando por Amal. Bhupati se da cuenta de los sentimientos de Charu por Amal. Está destrozado, conmocionado y desconcertado.
Sale corriendo de la casa y deambula sin rumbo en su carruaje. A su regreso, Charu y Bhupati hacen un gesto vacilante de extender la mano, pero sus manos extendidas permanecen congeladas en un gesto hesitante.

## Elenco
- Madhabi Mukherjee - Charulata
- Soumitra Chatterjee - Amal
- Shailen Mukherjee - Bhupati Dutta
- Shyamal Ghoshal - Umapada
- Gitali Roy - Manda
- Bholanath Koyal - Braja
- Suku Mukherjee - Nishikanta
- Dilip Bosé - Shashanka
- Joydeb - Nilotpal Dey
- Bankim Ghosh - Jagannath

## Producción
Charulata está basada en la novela corta Nastanirh (El Nido Roto) de 1901 del autor bengalí Rabindranath Tagore. Ray dijo más tarde que le gustó la novela porque "tiene una cualidad occidental y la película obviamente comparte esa cualidad. Es por eso que puedo hablar de Mozart en conexión con Charulata de manera bastante válida". Ray decidió ambientar la película en 1897 en lugar de 1901 y pasó muchos meses investigando los antecedentes históricos. Por primera vez en su carrera trabajó sin plazo tanto durante la preproducción como durante el rodaje. Ray trabajó estrechamente con el director de arte Bansi Chandragupta y no se rodó ninguna escena interior en el lugar. Todos los decorados fueron construidos o remodelados para representar con precisión la India en la década de 1880. Ray una vez llamó a Charulata su favorita de sus películas.

## Música
El Rabindrasangeet "Aami Chini Go Chini Tomarey" fue cantado por Kishore Kumar, siendo este el primer Rabindrasangeet cantado por él. La grabación se realizó en Bombay y no en Calcuta. Kishore Kumar no cobró dinero ni por Charulata ni por Ghare Baire, otra película de Ray, estrenada en 1984.

## Recepción
Charulata tiene una de las calificaciones más altas para una película india en Rotten Tomatoes, una calificación del 96% basada en 26 reseñas con una calificación promedio de 9,2/10. Ha sido ampliamente considerada como una de las grandes películas realizadas en la historia del cine indio y también ha obtenido un gran reconocimiento de la crítica en el extranjero.
En Sight and Sound, Penélope Houston elogió la película y afirmó que "la interacción de sofisticación y simplicidad es extraordinaria". Una reseña en The New York Times afirmó que la película "se movía como un caracol majestuoso, como lo hacen todas las películas de Ray". En 1965, The Times Of Londres comentó que la descripción de los valores de la película parecía influenciada por los ingleses, afirmando que "este estrato de la vida india era más inglés que Inglaterra". Peter Bradshaw de The Guardian calificó la película como "extraordinariamente vívida y fresca". En 1992, la encuesta de críticos de vista y sonido sobre las mejores películas de todos los tiempos, Charulata, recibió 4 votos. La película ocupó el sexto lugar en la encuesta de críticos del British Film Institute y el séptimo en su encuesta de usuarios de las "10 mejores películas indianas" de todos los tiempos en 2002.
Para consternación de Ray, la película fue rechazada en Cannes, una medida protestada por personas como David Lean e Ingmar Bergman. La película era, supuestamente, una de las favoritas de todos los tiempos de Jean-Luc Godard.
Se proyectó como parte de la sección Cannes Classics del Festival de Cine de Cannes de 2013. Fue premiado como Mejor Director por el Festival de Cine de Berlín.
Con motivo del centenario del nacimiento de Ray, el periodista principal BM Hanif del periódico Prajavani informó el 21 de mayo de 2020 que en el momento de la publicación abundaban las especulaciones de que la historia se basaba en la vida de Rabindranath Tagore, su hermano Jyotirindranath Tagore (quien fue 12 años mayor que él) y su cuñada Kadambari Devi (que era dos años mayor que él) considerando el hecho de que la historia tiene lugar en 1879-1880 cuando Rabindranath tenía 19 años y que Kadambari Devi se suicidó cuatro meses. después de que Rabindranath se casara a la edad de 23 años en 1883 con Mrinalini Devi, de 9 u 11 años.

## Preservación
El Archivo de Cine de la Academia conservó Charulata en 1996.

## Premios
- Premios De La Asociación De Periodistas De Cine De Bengala (1964–1965)
  - Mejores Películas Indias – Satyajit Ray
  - Mejor Director – Satyajit Ray
  - Mejor Guión	– Satyajit Ray
  - Mejor Director Musical – Satyajit Ray
  - Mejor Actor	– Shailen Mukherjee
  - Mejor Actriz – Madhabi Mukherjee
- Festival Internacional de Cine de Berlín (1965)
  - Oso De Plata Al Mejor Director
  - Premio OCIC
- Premios Nacionales de Cine (1965)
  - Mejor Largometraje – RD Bansal y Satyajit Ray

## Tributo
La película contiene una escena famosa en la que Charu (Madhabi Mukherjee) canta la canción de Rabindranath Tagore "Fule Fule Dhole Dhole" en un columpio mientras mira a Amal (Soumitra Chatterjee). Se hace referencia a la escena en la película de Bollywood, Parineeta durante la secuencia de la canción, Soona Man Ka Aangan. De hecho, Lalita (Vidya Balan) de Parineeta está vestida para parecerse al Charu de Nastanirh/Charulata. Además, Parineeta se basa en la novela Parineeta de Sarat Chandra Chattopadhyay, un destacado contemporáneo de Tagore (y que escribió novelas relacionadas con la reforma social).

## Medios domésticos
En 2013, The Criterion Collection lanzó una transferencia digital restaurada de alta definición y nuevas traducciones de subtítulos.
En el Reino Unido, fue la novena película en lengua extranjera más vista en televisión en 2013, con 113.600 espectadores en Channel 4.

## Otras lecturas
• Antani, Jay. « Reseña de Charulata ». Revista Slant , abril de 2004.
• Biswas, Moinak. " Escribiendo en la pantalla: Adaptación de Tagore por Satyajit Ray "
• Chaudhuri, Neel. " Charulata: Las intimidades de un nido roto "
• Cooper, Darío. El cine de Satyajit Ray: entre la tradición y la modernidad Cambridge University Press, 2000.
• Nyce, Ben. Satyajit Ray: un estudio de sus películas. Nueva York: Praeger, 1988.
• Seely, Clinton B. "Traduciendo entre medios: Rabindranath Tagore y Satyajit Ray".
• Sen, Kaustav " Nuestra cultura, su cultura: la indianidad en Satyajit Ray y Rabindranath Tagore explorada a través de sus obras Charulata y Nashtanir".